# Santiago Peralta
Santiago M. Peralta Ramos (* 1887 in der Provinz Mendoza, Argentinien; † nach 1949) war ein argentinischer Rassenkundler, Leiter der argentinischen Einwanderungsbehörde und des bevölkerungspolitischen Instituto Etnico Nacional unter der Regierung von Juan Perón.

## Leben und Wirken
Peralta studierte an der Philosophischen Fakultät von Buenos Aires Anthropologie. Seine Spezialität waren Schädelvermessungen. Eine seiner Haupttätigkeiten war das Vermessen von Armee-Rekruten. Er bekam eine Anstellung als Schuldirektor und reiste in seiner Freizeit, um seinen Messungen an Menschen in den jüdischen Siedlungen in der Provinz Entre Ríos fortzusetzen. In Deutschland studierte er 1932 „angewandte Anthropologie“ und wurde später Direktor des Instituto Etnico Nacional. Im November 1945 ernannten ihn die Obristen um Edelmiro Julián Farrell zum Leiter der Einwanderungsbehörde.
1943 veröffentlichte er sein „offen antisemitisches Buch“ La acción del pueblo judío en la Argentina. Nach Uki Goñi brachte es „einen schwerfälligen, schematisch denkenden und in militaristischen Konzepten befangenen Geist und könnte schon für sich allein als Beweis dienen, dass Rassismus aus Ignoranz entsteht. Es stellt vielleicht bis heute das wildeste antisemitische Pamphlet dar, das jemals in Argentinien veröffentlicht wurde, und es erschien just in dem Augenblick, als die Nachrichten über die Konzentrationslager der Nazis weltweit publik wurden.“
Peralta fürchtete die „jüdische Verschwörung“ und war der Überzeugung, dass die Einwanderungsbehörde vor seiner Zeit „in ihrer Hand“ gewesen sei. Trotz der Proteste aus liberalen Kreisen und aus der jüdischen Gemeinde, bestätigte Perón Peralta 1946 zunächst in seinem Amt. Erst am 7. Juni 1947 gab er dem Druck nach der Entlassung des Rassenexperten nach und ersetzte Peralta als Leiter der Dirección General de Migraciones durch Pablo Diana (* 9. April 1897), der dieses Amt bis zum 30. Juli 1949 ausübte. Santiago M. Peralta war von der Gründung am 25. Mai 1946 (Decreto N. 4703) bis zu seiner Emeritierung am 12. Januar 1948 Direktor des Instituto Etnico Nacional. Sein Nachfolger auf dieser Stelle wurde Salvador Canals Frau.
Als Chef der Einwanderungsbehörde verfolgte Peralta eine strikte Einreiseverweigerung für jüdische Flüchtlinge: „Peralta unternahm alles Erdenkliche, um die jüdische Einwanderung zu blockieren.“ Er setzte damit die argentinische Politik der „verschlossenen Türen“ für jüdische Flüchtlinge fort. Dagegen förderte er unter der „Beratung“ von Peróns Geheimdienst División Informaciones um Rodolfo Freude und ehemaligen Nazi-Verbrechern und Kollaborateuren wie Pierre Daye, Léon Degrelle, René Lagrou, Georges Guilbaud, Radu Ghenea, Jacques de Mahieu, Jan Durcansky, Branko Benzón und Charles Lesca eine „Einwanderung der Eliten“. Gemeint waren damit NS-Kriegsverbrecher, die für den „antikommunistischen Kampf in den Dienst der Argentinischen Nationalen Revolution“ mit Unterstützung der Katholischen Kirche nach Argentinien geholt wurden, um sie der Gerichtsbarkeit zu entziehen. Gleichzeitig sorgte Peralta für den wirtschaftlich notwendigen Einwanderungsboom. Die dringend benötigten Arbeitskräfte sollten nach bevölkerungspolitischen Kriterien ausgewählt werden. Person schuf dazu das Instituto Etnico Nacional und betraute Peralta mit dessen Leitung: „Was stattfand, war eine „Ethnisierung der Immigration“ (Leonardo Senkman), welche die Einreise vor allem romanischer Einwanderer katholischen Glaubens förderte, weil ein eingebildeter ‚homo mediterranus‘ angeblich den Kern der ‚raza argentina‘ darstelle. Wieder einmal galten Juden, die Überlebenden des Holocaust, die als Displaced Persons im vom Krieg verwüsteten Europa auf Ausreise warteten, als indeseables: unerwünschte Einwanderer. Auch im „Neuen Argentinien“ war für sie kein Platz vorgesehen.“

## Veröffentlichungen
- Antropología: la talla militar argentina, 1922, 96 S., Promotion bei Robert Lehmann-Nitsche.
- Las capitulaciones matrimoniales y nuestro Código Civil, Tesis, 1937
- Influencia del pueblo árabe en la Argentina: apuntos sobre inmigración, Buenos Aires 1942, 441 S. (eingeschränkte Vorschau in der Google-Buchsuche)
- La acción del Pueblo Judío en la Argentina, 1943 (eingeschränkte Vorschau in der Google-Buchsuche)
- mit Saifuddin Rahhal: Koranübersetzung, Buenos Aires 1945.
- mit J.R. Gonzalez Moreno, Memorias de un conscripto, 1950, 235 S.